# System kancelaryjny
System kancelaryjny – zbiór zorganizowanych i powiązanych ze sobą elementów organizacji (przyjmowanie i redagowanie dokumentów, sposób ich rejestracji, obiegu i układu akt powstających w toku bieżącej działalności organizacji) mających wpływ na formę akt.
Współcześnie w Polsce są stosowane różne warianty rzeczowego systemu kancelaryjnego – systemu akt spraw opartego na jednolitym rzeczowym wykazie akt.

## System kancelaryjny dziennikowy

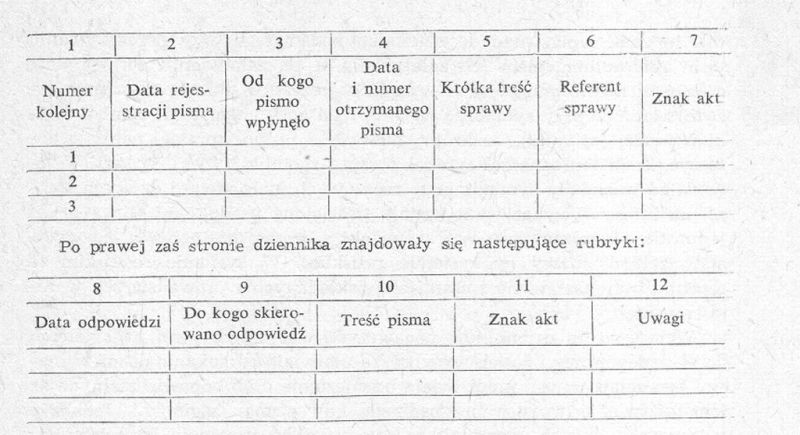
System kancelaryjny dziennikowy, dziennik podawczy

System dziennikowy polega na formowaniu jednostek aktowych na podstawie numeru pisma z dziennika podawczego. Nie jest to więc system rzeczowy. System dziennikowy zwany też chronologiczno-numerowym stosowany był w Cesarstwie Austriackim, a potem w Austro-Węgrzech, w tym także administracji Galicji. Główną pomocą kancelaryjną służącą nie tylko do rejestracji (ewidencji) korespondencji był dziennik podawczy (nazywany także dziennikiem korespondencyjnym, journalem), w którym rejestrowane były wszystkie pisma wpływające i wysyłane z jednostki organizacyjnej. Od księgi tej system kancelaryjny przyjął też swoją nazwę. W prostym systemie dziennikowym korespondencję układano w wiązki według kolejności wpływu o z góry określonej wielkości np. 500 kart. Wiązek tych nie szyto tak aby można było priorować sprawę dla referenta na czas załatwiania kolejnych czynności. Na początku XX wieku wprowadzono udoskonaloną wersję tego systemu zwaną, od nazwiska jej propagatora, kielmansegowskim. W jej efekcie powstał tzw. system ułamkowy stosowany w administracji Galicji i administracji II Rzeczypospolitej do 1931 r. Dwie pierwsze rubryki dziennika podawczego zawierały numer korespondencji i numer pisma. W pierwszej wpisywano numer korespondencji (sprawy), a w drugiej numer pisma. Zakładano, że w jednej sprawie nie wpłynie więcej niż pięć pism. Przy szóstym wpływie należało dokonać wpisu w nowym (pierwszym wolnym) wierszu, co także zmieniało numer sprawy.

## System kancelaryjny akt spraw (rzeczowy)

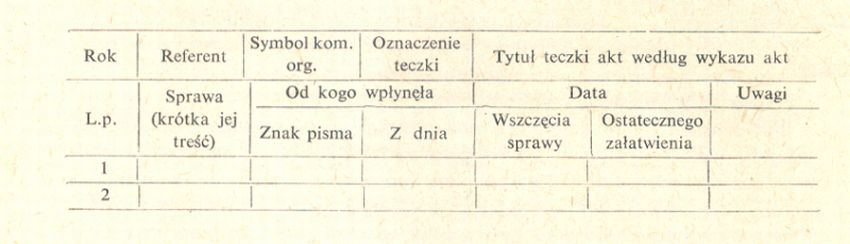
Rzeczowy system kancelaryjny, spis spraw

Rzeczowy system kancelaryjny zaczął się kształtować w XVI wieku w Prusach. Polega on na łączeniu pism ze względu na pokrewieństwo treści. System ten posiada kilka odmian. W wersji pruskiej, stosowanej z pewnymi zmianami także w Księstwie Warszawskim i Królestwie Polskim do 1867 r., akta łączono w jednostki wzorując się na z góry rozpisanym planie akt (registratury). Natomiast w Imperium Rosyjskim nie stosowano planu akt a pisma łączono w sprawy ze względu na przynależność do jednego postępowania (załatwianej sprawy) w urzędzie. Różne odmiany systemu akt spraw stosowano także w administracji II Rzeczypospolitej do 1931 roku, w którym powszechnie wprowadzono system rzeczowy oparty na wykazie strukturalno-rzeczowym. W systemie tym zastąpiono rejestrację pism odpowiednim układem akt, tak więc zniesiono dziennik podawczy i stąd właśnie urzędnicy nazywali go potocznie systemem bezdziennikowym.
Wprowadzony został do administracji państwowej uchwałą Rady Ministrów z dnia 24 sierpnia 1931 (M.P. Nr 196, poz. 273) i zrewolucjonizował pracę kancelaryjną (biurową). Nade wszystko uproszczono załatwianie spraw, zlikwidowano komórkę registratury, dużą część jej obowiązków przekazano referentowi, odstąpiono od wielokrotnej rejestracji pism (zlikwidowano tradycyjny dziennik podawczy); obieg pism odbywał się bez pokwitowań. Ich funkcję przejęły spisy spraw; rejestry (właściwie: spisy spraw) prowadzone przez referentów dla poszczególnych spraw (np. dotyczących zaopatrzenia), z tym, że konkretna sprawa rejestrowana była tylko raz, kolejne pisma z nią związane rejestrowane były pod tym samym numerem sprawy. Inną nowatorską cechą tego systemu było, że już w momencie zakładania akt spraw były one dzielone na materiały archiwalne i dokumentację niearchiwalną. Dalszymi konsekwencjami rezygnacji z tradycyjnego dziennika podawczego była zmiana sposobu oznakowania pisma; zamiast numeru kolejnego z dziennika brany był numer z rejestru (spisu spraw). W ten sposób znak sprawy: Og-021-3 oznacza, że jest to trzecia sprawa zarejestrowana w spisie spraw, w teczce oznaczonej Og-021, powstała w wydziale o symbolu Og.
W tym systemie rejestrację akt i ich układ oparto nie na dzienniku podawczym, ale na wykazie akt, jako pomocy ułatwiającej szybkie dotarcie do konkretnego rodzaju sprawy.

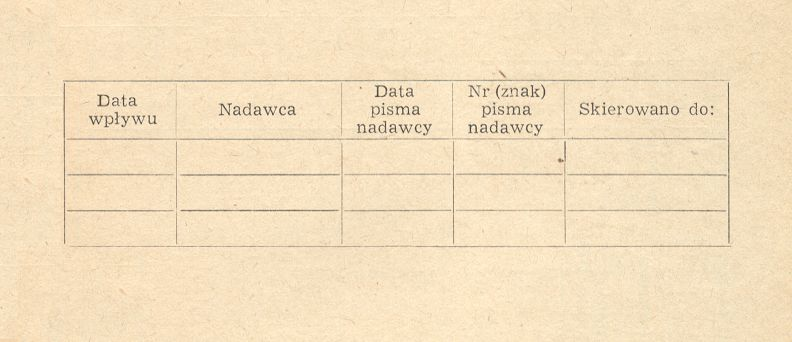
System kancelaryjny mieszany

## Stan współczesny
Obecnie w Polsce powszechnie stosowany jest rzeczowy system kancelaryjny oparty na jednolitym rzeczowym wykazie akt spraw z klasyfikacją dziesiętną. Istotne jego modyfikacje dopuszcza wprowadzenie EZD w urzędach administracji ogólnej (od 2011 r.). Współczesne przepisy przewidują uporządkowanie i przekazanie teczki aktowej do archiwum organizacji po przechowywaniu w komórce organizacyjnej przez dwa pełne lata kalendarzowe. 